# علم السموم الشرعي

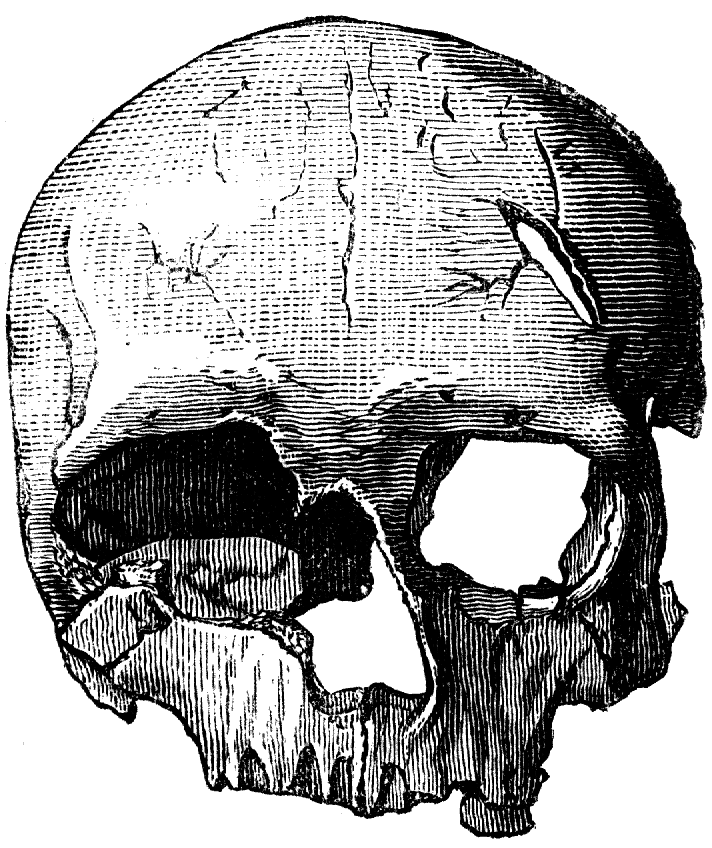

علم السموم الشرعي (بالإنجليزية: Forensic toxicology)‏ هو استخدام علم السموم وغيره من التخصصات مثل الكيمياء التحليلية والصيدلة والكيمياء السريرية للمساعدة في التحقيق الطبي أو القانوني للوفاة والتسمم وتعاطي المخدرات. إن الهدف الرئيسي من علم السموم الشرعي ليس الحكم القانوني للتحقيق الخاص بالسموم أو التكنولوجيا المستخدمة لذلك، بل هو الحصول على النتائج وتفسيرها. ويمكن إجراء هذا النوع من التحليل لمختلف الانواع من العينات. يجب على أخصائي السموم الشرعي أن يأخذ في الاعتبار سياق التحقيق، ولا سيما أي أعراض جسدية مسجلة بالإضافة إلى أية أدلة تم جمعها في مسرح الجريمة التي قد تسهل عملية البحث، مثل زجاجات الحبوب والمساحيق ومخلفات التتبع وأي مواد كيميائية متاحة. ويتعين على اختصاصي السموم الشرعي بالإضافة إلى توفير هذه المعلومات والعينات التي يعمل بها عليه تحديد المواد السامة الموجودة وبأي كميات والتأثير المحتمل لتلك المواد الكيميائية على الشخص.
غالبًا ما يكون تحديد المادة التي يتم تناولها معقد بسبب العمليات الطبيعية للجسم، كما أنه من النادر أن تبقى المادة الكيميائية في شكلها الأصلي في الجسم. على سبيل المثال: يتم تحليل الهيروين على الفور تقريبًا إلى مادة أخرى وبعدها إلى المورفين، مما يستوجب تحقيقًا مفصلًا في العوامل مثل علامات الحقن وخلو الجسم من المواد الكيميائية لتأكيد التشخيص. ويمكن أيضًا أن تخفف المادة عن طريق انتشارها في الجسم. في حين أن الحبوب أو غيرها من جرعة منظمة من المخدرات قد يكون غرام أو ملليغرام من المكون النشط، عينة فردية قيد التحقيق قد تحتوي فقط على ميكروجرام أو نانوجرام.  
غالبًا ما يكون تحديد المادة التي يتم تناولها معقد بسبب العمليات الطبيعية للجسم، كما أنه من النادر أن تبقى المادة الكيميائية في شكلها الأصلي في الجسم. على سبيل المثال: يتم تحليل الهيروين على الفور تقريبًا إلى مادة أخرى وبعدها إلى المورفين، مما يستوجب تحقيقًا مفصلًا في العوامل مثل علامات الحقن وخلو الجسم من المواد الكيميائية لتأكيد التشخيص. ويمكن أيضًا أن تخفف المادة عن طريق انتشارها في الجسم. في حين أن الحبوب أو غيرها من جرعة منظمة من المخدرات قد يكون غرام أو ملليغرام من المكون النشط، عينة فردية قيد التحقيق قد تحتوي فقط على ميكروجرام أو نانوجرام.  

## أمثلة

### البول
عينة البول هي البول الذي يأتي من المثانة ويمكن توفيرها أو اتخاذها بعد الوفاة. ومن المستبعد أن يصاب البول بفيروسات مثل فيروس نقص المناعة البشرية أو التهاب الكبد B من عينات الدم.
الكثير من العقاقير تتركز وتبقى لوقت طويل في البول أكثر من الدم، ومن الممكن أخذ مجموعة من عينات البول بطريقة غير جراحية ولا يتطلب ذلك مختصين لجمع هذه العينات. يُستخدم البول للتحليل النوعي لأنه لا يمكن إعطاء أي مؤشر لوجود خلل، وسبب ذلك في الحقيقة أن وجود العقار في البول هو مؤشر على أنه تم التعرض له مسبقًا.  

### الدم
عادة تكون عينة الدم التي تبلغ قرابة 10 ملليلتر ( 35.0 أوقية مغمورة أو 34.0 أوقية في الدقيقة ) كافية لتفحص وتأكيد المواد السامة في الدم. تُزوِّد عينة الدم أخصائي السموم بلمحة عن الموضوع الذي تأثر خلال وقت الجمع ولهذا السبب؛ فإنها العينة المختارة لقياس محتوى الكحول في الدم في حالات السكر خلال القيادة. 

### عينة الشعر
الشعر قادر على تسجيل من متوسط إلى طويل الأمد أو جرعة عالية من تعاطي المواد المخدرة. من الممكن أن تتحول الكيماويات في مجرى الدم إلى الشعر المتنامي ويُخزّن في البصيلات مع التزويد بجدول زمني تقريبي لحوادث تعاطي المخدرات. ينمو شعر الرأس بمعدل حوالي 1 إلى 1.5 سم في الشهر، وذلك المقاطع العرضية من مقاطع مختلفة من البويصلات قادرة على أن تعطي تقديرات متى تم تناول هذه المادة. فحص المخدرات في الشعر ليس معيارًا في جميع أنحاء السكان. كلما كان الشعر داكنًا وخشنًا؛ فإنه سيتم العثور على المزيد من المخدرات في الشعر. إذا تم استهلاك نفس الكمية من المخدرات من قِبَل شخصين، فإن الشخص الذي لديه شعر أغمق وأخشن سيحصل على المزيد من المخدرات في شعره أكثر من الشخص الذي لديه شعر أفتح أثناء الاختبار. وهذا ممكن أن يُثير قضايا التحُّيز العنصري في اختبارات المادة مع عينات الشعر.